# Nougayork (album)
Albums de Claude Nougaro
Nougaro sur scène
(1985) Pacifique
(1989)
Nougayork est un album studio de Claude Nougaro sorti en 1987.
Le disque, produit par Mick Lanaro, est réalisé par Philippe Saisse.

## Historique
Remercié par Barclay en 1986 en raison de ventes insuffisantes,,, Claude Nougaro part pour New York avec « pour seul bagage » l'adresse de la veuve de Charles Mingus (il fait d'ailleurs allusion au célèbre musicien dans la chanson Harlem, texte qu'il « pose » sur une composition de Mingus).
Sur place, il enregistre Nougayork avec des « pointures » de la musique américaine.
Parmi eux : le bassiste Mark Egan, issu du jazz contemporain (premier bassiste du guitariste Pat Metheny), qui enregistre sur le titre Il faut tourner la page ; le percussionniste Trilok Gurtu (ayant par exemple enregistré avec John McLaughlin) qui intervient sur Le Petit Oiseau de Marrakech ; mais aussi le bassiste Marcus Miller (ayant côtoyé Miles Davis) qui assure la partie basse sur Un écureuil à Central Park et  Nile Rodgers (guitariste et fondateur du groupe  Chic).
Cet album est un succès commercial lors de sa sortie en 1987 avec 503 000 exemplaires vendus,,, et relance la carrière de Claude Nougaro. Pour cet opus le chanteur obtint la Victoire du meilleur album aux Victoires de la musique 1988, ainsi que celle de l'Artiste interprète masculin de l’année.

## Titres
| 1. | Nougayork                                                               | Claude Nougaro | Philippe Saisse                        | 3:27  |
| 2. | Rythm'n flouze                                                          | Claude Nougaro | Philippe Saisse                        | 4:20  |
| 3. | Harlem (Fables of faubus)                                               | Claude Nougaro | Charles Mingus                         | 3:50  |
| 4. | Un écureuil à Central Park : comédie musicale en 3 actes et 17 tableaux | Claude Nougaro | Claude Nougaro - Philippe Saisse       | 10:40 |
| 5. | Lady Liberty                                                            | Claude Nougaro | Philippe Saisse                        | 5:15  |
| 6. | Le Petit Oiseau de Marrakech                                            | Claude Nougaro | Daniel Goyone                          | 5:15  |
| 7. | Le Gardien de phare                                                     | Claude Nougaro | Claude Nougaro - Sébastian Santa Maria | 5:00  |
| 8. | Nougarock (Un écureuil à Central Park) (instrumental)                   |                | Claude Nougaro - Philippe Saisse       | 7:15  |
| 9. | Il faut tourner la page                                                 | Claude Nougaro | Philippe Saisse                        | 4:30  |

## Musiciens
- Claude Nougaro : Chant
- Philippe Saisse : Musique, programmation, arrangements, claviers,
- Bette Sussman : Clavier
- Nile Rodgers : Guitare électrique
- Alan Rubin : Trompette
- Lou Marini : Flûte, saxophone alto
- Curtis King : Chœurs
- Brenda King : Chœurs
- Lani Groves : Chœurs
- Maurice Vander : Piano et arrangements
- Pierre Michelot : Contrebasse
- Francis Lassus : Batterie
- Trilok Gurtu : Batterie et percussion sur Le Petit Oiseau de Marrakech
- Marcus Miller : Basse sur Un Écureuil à Central Park
- Lew Soloff : Trompette
- Tom Malone : Trombone
- Dave Bargeron : Tuba
- Birch Johnson : Trombone
- Daniel Goyone : Musique du Petit Oiseau de Marrakech, arrangements, programmation, claviers
- Sebastian Santa Maria : Musique de Le Gardien de phare, claviers, chœurs
- John Woolloff : Guitares
- Fred Michot : Programmation
- Mark Egan : Basse Fretless Huit Cordes sur Il faut tourner la page
- Daniel Abraham: Ingénieur Son et Mix

## Classements et certifications
| Classement (1988) | Meilleure place |
| ----------------- | --------------- |
| France (SNEP)     | 2               |

| Pays          | Certification | Ventes certifiées |
| ------------- | ------------- | ----------------- |
| France (SNEP) | Or            | 100 000           |
| France (SNEP) | Platine       | 400 000           |